# Heinrich Esser

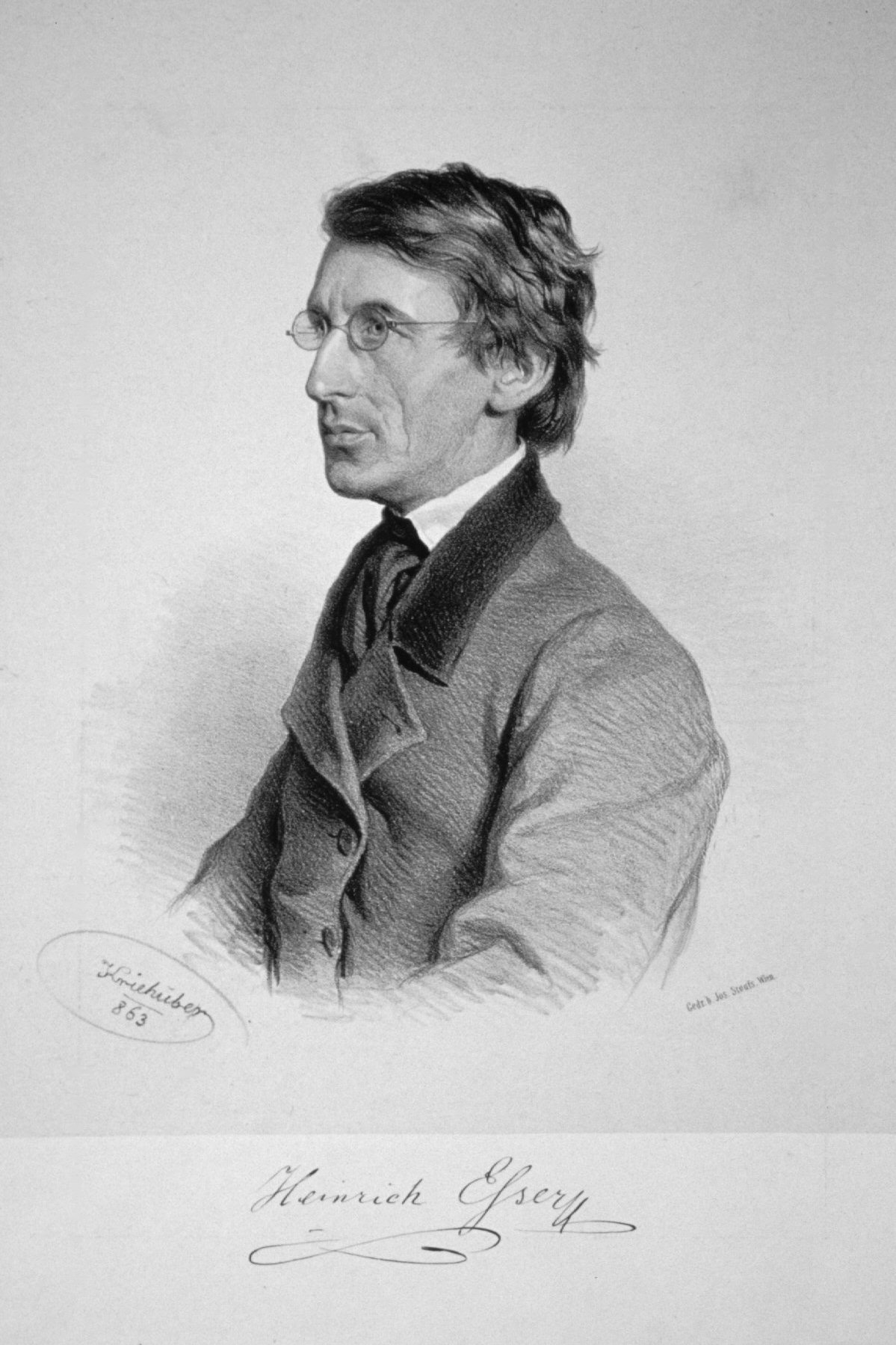
Heinrich Esser, Lithographie von Josef Kriehuber, 1863

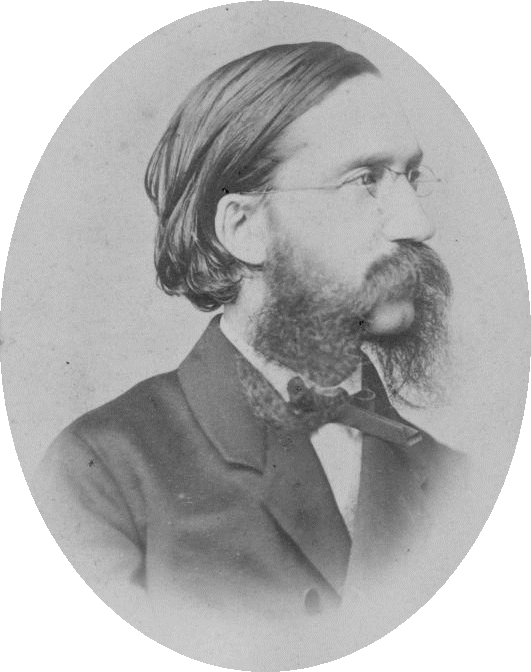
Heinrich Esser, 1869

Heinrich Joseph Esser (* 15. Juli 1818 in Mannheim; † 3. Juni 1872 in Salzburg) war ein deutscher Violinist, Dirigent und Komponist.

## Leben
Anfangs für ein Rechtsstudium bestimmt, wechselte er bereits nach einem halben Jahr zur Musik. Schön früh nahm er Unterricht bei Orchestermusikern des Mannheimer Orchesters. Seine Studien setzte er bei Franz Lachner fort, der ab 1834 Mannheimer Hofkapellmeister war, und folgte ihm 1836 nach München. 1838 wurde er Konzertmeister. 1839/40 war Esser in Wien Schüler von Simon Sechter. 1840 war er Kapellmeister am Mannheimer Nationaltheater, trat aber bereits 1841 eine Stelle als Dirigent der Liedertafel in Mainz an, wo er 1845 auch Kapellmeister am Theater wurde. Während seiner Mainzer Zeit war Esser auch Kompositionslehrer von Peter Cornelius. 1847 war er Kapellmeister am Kärntnertortheater und 1857 wechselte er als Otto Nicolai Nachfolger und Kapellmeister ans Hofoperntheater nach Wien, deren Direktor er 1860/1861 interimistisch war. In Wien schuf Esser seine bedeutendsten Werke als Komponist. 1859 wurde er Ehrenmitglied im Wiener Männergesangsverein und 1862 Vorstand der „Tonkünstler-Societät“. Ferner dirigierte er Philharmonische Konzerte. Esser arbeitete auch als Musikberater für den Verlag Franz Schott, wobei er 1859 für diesen Verlag den Kontakt zu Richard Wagner knüpfte, für dessen Opern er sich in Wien besonders einsetzte (er dirigierte 1858 die Wiener Erstaufführung des Lohengrin). Ende 1869 zog Esser sich mit seiner Familie nach Salzburg zurück, wo er mit 53 Jahren an Lungenschwindsucht (Tuberkulose) verstarb.
Esser war Ehrenmitglied der Gesellschaft der Musikfreunde in Wien und Ritter des Franz-Joseph Ordens.

## Werke
Neben Opern schrieb Esser fünf Symphonien, zwei Orchestersuiten und viele seinerzeit weit bekannte Lieder, Balladen und Männerquartette. Seine zwei bekanntesten Opern sind: Thomas Riquiqui oder Die politische Heirath (op. 10, Text von Carl Gollmick, Oper in drei Akten, uraufgeführt 1843 in Frankfurt am Main) und Die zwei Prinzen (op. 15, Text von Carl Gollmick, Oper in drei Akten, uraufgeführt 1845 in München). Erwähnenswerte Erfolge waren darüber hinaus seine Vierte Symphonie in d-Moll op. 44 (1853) sowie seine Zweite Suite in a-Moll op. 75 (1866). Im Mainzer Verlag Schott erschien 1843 Essers Liedersammlung zur Gitarre Der Sänger am Rhein als Nr. 1 in Gärtners Sinn.